# بيتي شاورمان
بيتي شاورمان (بالهولندية: Betty Schuurman)‏ هي مؤدية وممثلة هولندية، ولدت في 31 أكتوبر 1962 في هولندا. من الجوائز التي نالتها Theo d'Or ‏.

## جوائز
- Theo d'Or [الإنجليزية]‏

## وصلات خارجية
- بيتي شاورمان على موقع IMDb (الإنجليزية)
- بيتي شاورمان على موقع قاعدة بيانات الفيلم (الإنجليزية)